# Відлуння далеких снігів
«Відлуння далеких снігів» (рос. «Эхо далёких снегов») — радянський художній фільм 1969 року, знятий на кіностудії «Мосфільм».

## Сюжет
Дія фільму відбувається наприкінці 1930-х років на Далекому Сході. Група першопрохідців-дослідників на чолі з Кирилом Костомаровим повинна прокласти трасу залізниці по глухих тайгових місцях. Щоб уникнути непотрібних витрат людської праці, Костомаров пропонує свій варіант — прокласти трасу по скелях, а не по заплаві річки, як затверджено проектним завданням. Старий варіант, традиційний і неефективний, підтримує начальник ділянки Градов, для якого головне не люди, а особистий авторитет. У гострому конфлікті з Градовим Костомаров зазнає поразки. Після його загибелі друзі й соратники далі борються за ідею, сміливу і творчу, і доводять до кінця розпочату ними справу.

## У ролях
- Армен Джигарханян — Кирило Костомаров, начальник вишукувальної партії
- Галина Яцкіна — Ірина, геолог, кохана жінка Костомарова
- Галина Булкіна — Тася
- Марія Виноградова — епізод
- Борис Галкін — епізод
- Едуард Ізотов — епізод
- Леонід Іудов — Перваков
- Володимир Корецький — епізод
- Г. Крилов — епізод
- Данило Нетребін — Баландюк
- Олександр Плотников — Мозгалевський
- Іван Рижов — епізод
- Василь Шукшин — епізод
- Дальвін Щербаков — Аркадій Ликов
- Микола Бармін — майор
- Людмила Кириченко — дружина Костомарова
- Микола Сімкін — епізод
- Віталій Шаповалов — епізод
- Віктор Шахов — епізод
- Олександр Кузнецов — дослідник

## Знімальна група
- Режисер — Леонід Головня
- Сценаристи — Сергій Воронін, Едгар Смирнов
- Оператори — Ігор Мельников, Герман Шатров
- Композитор — Джон Тер-Татевосян
- Художники — Совєт Агоян, Іван Пластинкін